# 希拉山洞
希拉山洞（阿拉伯語：‎）位於沙烏地阿拉伯境內希賈茲地區的光明山的山頂。此山洞大約長四公尺，寬1.75公尺。
這是個著名的山洞，穆斯林相信是穆罕默德第一次透過大天使吉卜利里領受真主啟示的地點。

## 外部連結
- （英文） （页面存档备份，存于） 第四張和第五張照片分別是光明山和希拉山洞。
- （英文）在希拉山洞裡 （页面存档备份，存于）

21°27′27″N 39°51′34″E / 21.457555555556°N 39.859416666667°E